# バーストカッティングエリア
バーストカッティングエリア（Burst Cutting Area、BCA)は、DVD規格やBlu-ray規格の光ディスクに設けられた副記録領域。DVD規格の記録型ディスク（DVD-R・DVD-RW・DVD-RAM・DVD-R DL）のCPRM対応ディスクおよびDVD-ROMディスクと、Blu-ray規格の記録型ディスク（BD-RE、BD-R）やBD-ROMディスクに記録されている。

## 概要
ディスクの最内周部に設けられたBCA記録領域に、ディスク製造の最終工程でBCA記録装置によりディスク1枚毎に異なる情報を記録する。工場で記録されたBCA情報は改ざんできない。
このため、DVDやBlu-rayの著作権保護用のメディアIDや、BD-Liveディスクのインターネット接続時の識別用の固有IDのように、安全性が要求される情報の記録に用いられている。

## 経緯
1996年、BCAはDVD規格のROM規格に採用され、その後DVD-RAM、DVD-R、DVD-RW規格に採用された。BCAに記録されたディスク毎に異なるメディアID等を用いて、デジタルTV放送の記録型ディスクへの記録制御が可能となった。
2004年4月5日に日本の地上波とBSのデジタルTV放送にコピー・ワンス制御信号が加えられ、固有のメディアID等が記録されたCPRM対応の録画用メディアと、CPRM対応のレコーダーを用いることによりデジタルTVを録画できるようになった。
日本では当初コピー・ワンス規定（1回ムーブ）が採用されたため、デジタル録画したものを記録型メディアに1回しか移動（ムーブ）できなかったが、2008年7月4日にダビング10（9回コピー＋1回ムーブ）の運用ルールが追加され、地上波デジタル放送等で運用が開始されている。
BCAはBlu-ray規格にも採用され、BCAに記録された固有ID等を用いたコピー制御が実現しており、ダビング10にも対応している。